# 4125-ös mellékút (Magyarország)
A 4125-ös mellékút egy közel 9 kilométeres hosszúságú, négy számjegyű mellékút Szabolcs-Szatmár-Bereg vármegye keleti részén: a 41-es főút csarodai szakaszától húzódik Tarpa nyugati külterületeiig; Hetefejércse község egyetlen közúti megközelítési útvonala.

## Nyomvonala
Csaroda lakott területének nyugati szélén ágazik ki a 41-es főútból, annak a 63+350-es kilométerszelvénye táján, dél felé, Hetei út néven, és szinte azonnal külterületek közé ér. A 2+150-es kilométerszelvénye közelében eléri Hetefejércse északi határszélét, ott egy rövid szakasz erejéig keletnek fordul és a határvonalat kíséri, pár száz méter után pedig ismét délebbi irányt vesz, és onnan már teljesen ez utóbbi község határai közé ér. Fejércse településrészen nagyjából a 3. és 4. kilométerei között halad végig, Bajcsy-Zsilinszky utca néven, majd 4,8 kilométer után eléri a különálló Hete településrész északi szélét, ott Rákóczi Ferenc utca lesz a neve. 5,7 kilométer megtételét követően éri el a belterület déli szélét, és kevéssel ezután át is lép a következő település, Tarpa külterületei közé. Ott is ér véget, beletorkollva a 4113-as útba, annak az 52+500-as kilométerszelvénye közelében.
Teljes hossza, az országos közutak térképes nyilvántartását szolgáló kira.kozut.hu adatbázisa szerint 8,562 kilométer.

## Története
A Kartográfiai Vállalat 1990-ben megjelentetett Magyarország autóatlasza teljes hosszában kiépített, portalanított útként tünteti fel.

## Települések az út mentén
- Csaroda
- Fejércse
- Hete
- (Tarpa)